# Абу Бакр Мореплавателя
Абу Бакр II, наричан Мореплавателя, е владетел на Малийската империя през XIV век.

## Атлантическа експедиция
Според теориите на много историци и учени, занимаващи се с историята на Малийската империя, Абу Бакр II е първият човек, открил Новия свят. Той прави експедиция с малка група кораби, която не се завръща. Това не го отказва и след това организира мащабна „експанзия“ към Новия свят с няколко хиляди малки кораба. Самият той е водач на тази експедиция. Тя изчезва и никога не се завръща в Африка.
Според някои от изследователите той е достигнал Латинска Америка, според други Централна и района на Карибския басейн. Там според тях основава временно селище, което впоследствие прераства в малка държава, влязла в отношения с местните индианци. Доказателства за такава държава са изследването на някои златни накити и артефакти, открити в Латинска Америка и Карибския басейн. Те са направени от злато от Африка и материали, характерни за африканските географски ширини. Има намерени слонова кост, камък и миди, които в този период не са характерни за Америките.